# Гилдеу
Гилдеу (рум. Gâldău) — село у повіті Келераш в Румунії. Входить до складу комуни Жегелія.
Село розташоване на відстані 125 км на схід від Бухареста, 29 км на північний схід від Келераші, 78 км на захід від Констанци, 127 км на південь від Галаца.

## Населення
За даними перепису населення 2002 року у селі проживали 1538 осіб, з них 1534 особи (99,7%) румунів. Усі жителі села рідною мовою назвали румунську.